# Veronica townsonii
Veronica townsonii är en grobladsväxtart som beskrevs av Thomas Frederic Cheeseman. Veronica townsonii ingår i släktet veronikor, och familjen grobladsväxter. Inga underarter finns listade i Catalogue of Life.